# Lekkoatletyka na Letniej Uniwersjadzie 2017
Lekkoatletyka na Letniej Uniwersjadzie 2017 – zawody lekkoatletyczne, które odbyły się w dniach od 23 do 28 sierpnia 2017. Areną zmagań zawodników i zawodniczek był Stadion Miejski w Tajpej.

## Rezultaty

### Mężczyźni
| Konkurencja:                  | 1. miejsce                                                                                           | Rezultat     | 2. miejsce                                                                               | Rezultat    | 3. miejsce                                                                             | Rezultat     |
| Bieg na 100 m                 | Yang Chun-han                                                                                        | 10,22        | Thando Roto                                                                              | 10,24       | Cameron Burrell                                                                        | 10,27        |
| Bieg na 200 m                 | Jeffrey John                                                                                         | 20,93        | James Linde                                                                              | 20,96       | Ján Volko                                                                              | 20,99        |
| Bieg na 400 m                 | Luguelín Santos                                                                                      | 45,24 SB     | Yoandys Lescay                                                                           | 45,31       | Rafał Omelko                                                                           | 45,56        |
| Bieg na 800 m                 | Jesús Tonatiu López                                                                                  | 1:46,06      | Mohammed Belbachir                                                                       | 1:46,03     | Aymeric Lusine                                                                         | 1:47,18      |
| Bieg na 1500 m                | Timo Benitz                                                                                          | 3:43,45      | Alexis Miellet                                                                           | 3:43,91     | Jonathan Davies                                                                        | 3:43,99      |
| Bieg na 5000 m                | François Barrer                                                                                      | 14:00,86     | Jonathan Davies                                                                          | 14:02,46    | Andreas Vojta                                                                          | 14:02,65     |
| Bieg na 10 000 m              | Sadic Bahati                                                                                         | 29:08,68 PB  | Nicolae Soare                                                                            | 29:12,76 PB | Kazuya Shiojiri                                                                        | 29:20,96     |
| Półmaraton                    | Kei Katanishi                                                                                        | 1:06:09      | Naoki Kudo                                                                               | 1:06:23     | Yuta Takahashi                                                                         | 1:06:56      |
| Półmaraton druż.              | Japonia                                                                                              | 3:19:28      | Południowa Afryka                                                                        | 3:31:38     | Turcja                                                                                 | 3:34:42      |
| Bieg na 110 m przez płotki    | Balázs Baji                                                                                          | 13,35        | Chen Kuei-ru                                                                             | 13,55 NR    | Damian Czykier                                                                         | 13,56        |
| Bieg na 400 m przez płotki    | Juander Santos                                                                                       | 48,65        | Chen Chieh                                                                               | 49,05 =PB   | Abdelmalik Lahoulou                                                                    | 49,30        |
| Bieg na 3000 m z przeszkodami | Krystian Zalewski                                                                                    | 8:35,88      | Rantso Mokopane                                                                          | 8:36,25     | Ali Messaoudi                                                                          | 8:37,14 SB   |
| Sztafeta 4 × 100 m            | Japonia · Yūsuke Tanaka · Shūhei Tada · Sho Kitagawa · Jun Yamashita                                 | 38,65        | Stany Zjednoczone · John Lewis III · Le Shon Collins · Jacarias Martin · Cameron Burrell | 38,69       | Chińskie Tajpej · Wei Yi-ching · Yang Chun-han · Cheng Po-yu · Chen Chia-hsun          | 39,06 SB     |
| Sztafeta 4 × 400 m            | Dominikana · Juander Santos · Luis Charles · Andito Charles · Luguelín Santos · Kendris Díaz (elim.) | 3:04,34 SB   | Stany Zjednoczone · Amere Lattin · Curtis Brown · Jordan Clarke · Kahmari Montgomery     | 3:06,68     | Czechy · Jan Tesař · Lukáš Hodboď · Filip Šnejdr · Vít Müller · Martin Juránek (elim.) | 3:08,14      |
| Chód na 20 km                 | Toshikazu Yamanishi                                                                                  | 1:27:30      | Julio César Salazar                                                                      | 1:28:20     | Fumitaka Oikawa                                                                        | 1:30:11      |
| Chód na 20 km druż.           | Japonia                                                                                              | 4:28:41      | Meksyk                                                                                   | 4:29:14     | Ukraina                                                                                | 4:41:34      |
| Skok wzwyż                    | Falk Wendrich                                                                                        | 2,29 PB      | Marco Fassinotti                                                                         | 2,29 SB     | Hsiang Chun-hsien                                                                      | 2,26 SB      |
| Skok o tyczce                 | Diogo Ferreira                                                                                       | 5,55         | Siergiej Grigoriew                                                                       | 5,50        | Claudio Stecchi                                                                        | 5,40         |
| Skok w dal                    | Radek Juška                                                                                          | 8,02         | Yasser Triki                                                                             | 7,96        | Raihau Maiau                                                                           | 7,91         |
| Trójskok                      | Nazim Babayev                                                                                        | 17,01        | Fabrice Zango                                                                            | 16,97 NR    | Ryoma Yamamoto                                                                         | 16,80        |
| Pchnięcie kulą                | Francisco Belo                                                                                       | 20,86 PB     | Konrad Bukowiecki                                                                        | 20,16       | Andrei Gag                                                                             | 20,12        |
| Rzut dyskiem                  | Reginald Jagers III                                                                                  | 61,24        | Alin Firfirică                                                                           | 61,13       | Róbert Szikszai                                                                        | 60,91        |
| Rzut młotem                   | Paweł Fajdek                                                                                         | 79,16        | Pawieł Barejsza                                                                          | 77,98       | Serghei Marghiev                                                                       | 74,98        |
| Rzut oszczepem                | Cheng Chao-tsun                                                                                      | 91,36 AR UR  | Andreas Hofmann                                                                          | 91,07 PB    | Huang Shih-feng                                                                        | 86,64 PB     |
| Dziesięciobój                 | Kyle Cranston                                                                                        | 7687 pkt. SB | Juuso Hassi                                                                              | 7556 pkt.   | Aaron Booth                                                                            | 7523 pkt. PB |

### Kobiety
| Konkurencja:                  | 1. miejsce | Rezultat    | 2. miejsce                                                                                        | Rezultat     | 3. miejsce                                                                 | Rezultat  |
| Bieg na 100 m                 | Sashalee Forbes | 11,18       | Irene Siragusa                                                                                    | 11,31 PB     | Salomé Kora                                                                | 11,33     |
| Bieg na 200 m                 | Irene Siragusa | 22,96 PB    | Gunta Latiševa-Čudare                                                                             | 23,15 PB     | Anna Bongiorni                                                             | 23,47     |
| Bieg na 400 m                 | Małgorzata Hołub | 51,76 SB    | Justine Palframan                                                                                 | 51,83 SB     | Bianca Răzor                                                               | 51,97     |
| Bieg na 800 m                 | Rose Mary Almanza | 2:02,21     | Olha Lachowa                                                                                      | 2:03,11      | Docus Ajok                                                                 | 2:03,22   |
| Bieg na 1500 m                | Amela Terzić | 4:19,18     | Docus Ajok                                                                                        | 4:19,48      | Kristiina Mäki                                                             | 4:20,65   |
| Bieg na 5000 m                | Hanna Klein | 15:45,28    | Jessica O'Connell                                                                                 | 15:50,96     | Jessica Judd                                                               | 15:51,19  |
| Bieg na 10 000 m              | Darja Masłowa | 33:19,27    | Sanjivani Jadhav                                                                                  | 33:22,00     | Ai Hosoda                                                                  | 33:27,89  |
| Półmaraton                    | Yuki Munehisa | 1:13:48     | Esma Aydemir                                                                                      | 1:14:28      | Saki Fukui                                                                 | 1:14:37   |
| Półmaraton druż.              | Japonia | 3:43:45     | Turcja                                                                                            | 3:55:13      | Chińskie Tajpej                                                            | 4:05:52   |
| Bieg na 100 m przez płotki    | Nadine Visser | 12,98       | Elwira Hierman                                                                                    | 13,17        | Luca Kozák                                                                 | 13,19     |
| Bieg na 400 m przez płotki    | Ayomide Folorunso | 55,63 SB    | Joanna Linkiewicz                                                                                 | 56,90        | Ołena Kołesnyczenko                                                        | 56,14     |
| Bieg na 3000 m z przeszkodami | Tuğba Güvenç | 9:51,27     | Viktória Gyürkés                                                                                  | 9:52,17      | Özlem Kaya                                                                 | 9:52,59   |
| Sztafeta 4 × 100 m            | Szwajcaria · Ajla Del Ponte · Salomé Kora · Cornelia Halbheer · Selina von Jackowski                                                         | 43,81       | Polska · Kamila Ciba · Agata Forkasiewicz · Małgorzata Kołdej · Karolina Zagajewska               | 44,19        | Japonia · Sayaka Takeuchi · Mizuki Nakamura · Ichiko Iki · Miyu Maeyama    | 44,56 SB  |
| Sztafeta 4 × 400 m            | Polska · Małgorzata Hołub · Iga Baumgart · Patrycja Wyciszkiewicz · Justyna Święty · Aleksandra Gaworska (elim.) · Martyna Dąbrowska (elim.) | 3:26,75     | Meksyk · Dania Aguillón Ramos · Natali Brito Osorio · Leticia Cook Martínez · Paola Morán Errejón | 3:33,98      | Rumunia · Ana Maria Nesteriuc · Sanda Belgyan · Camelia Gal · Bianca Răzor | 3:34,16   |
| Chód na 20 km                 | Inna Kaszyna | 1:39:44     | Zhang Xin                                                                                         | 1:41:18      | Elisa Neuvonen                                                             | 1:42:50   |
| Chód na 20 km druż.           | Ukraina | 5:12:01     | Chiny                                                                                             | 5:19:12      | –                                                                          | –         |
| Skok wzwyż                    | Oksana Okuniewa | 1,97 =SB    | Iryna Heraszczenko                                                                                | 1,91         | Airinė Palšytė                                                             | 1,91      |
| Skok o tyczce                 | Iryna Żuk | 4,40        | Annika Roloff                                                                                     | 4,40         | Marta Onofre                                                               | 4,40 PB   |
| Skok w dal                    | Alina Rotaru | 6,65        | Nektaria Panaji                                                                                   | 6,42         | Anna Bühler                                                                | 6,38      |
| Trójskok                      | Neele Eckhardt | 13,91       | Fu Luna                                                                                           | 13,59 PB     | Māra Grīva                                                                 | 13,58     |
| Pchnięcie kulą                | Brittany Crew | 18,34       | Klaudia Kardasz                                                                                   | 17,90 PB     | Paulina Guba                                                               | 17,76     |
| Rzut dyskiem                  | Kristin Pudenz | 59,09       | Valarie Allman                                                                                    | 58,36        | Taryn Gollshewsky                                                          | 58,11     |
| Rzut młotem                   | Malwina Kopron | 76,85 UR PB | Hanna Małyszczyk                                                                                  | 74,93        | Joanna Fiodorow                                                            | 71,54     |
| Rzut oszczepem                | Marcelina Witek | 63,31 PB    | Marina Saito                                                                                      | 62,37 PB     | Jenni Kangas                                                               | 60,98 PB  |
| Siedmiobój                    | Verena Preiner | 6224 pkt.   | Alysha Burnett                                                                                    | 5835 pkt. PB | Noor Vidts                                                                 | 5728 pkt. |